# Lit superposable

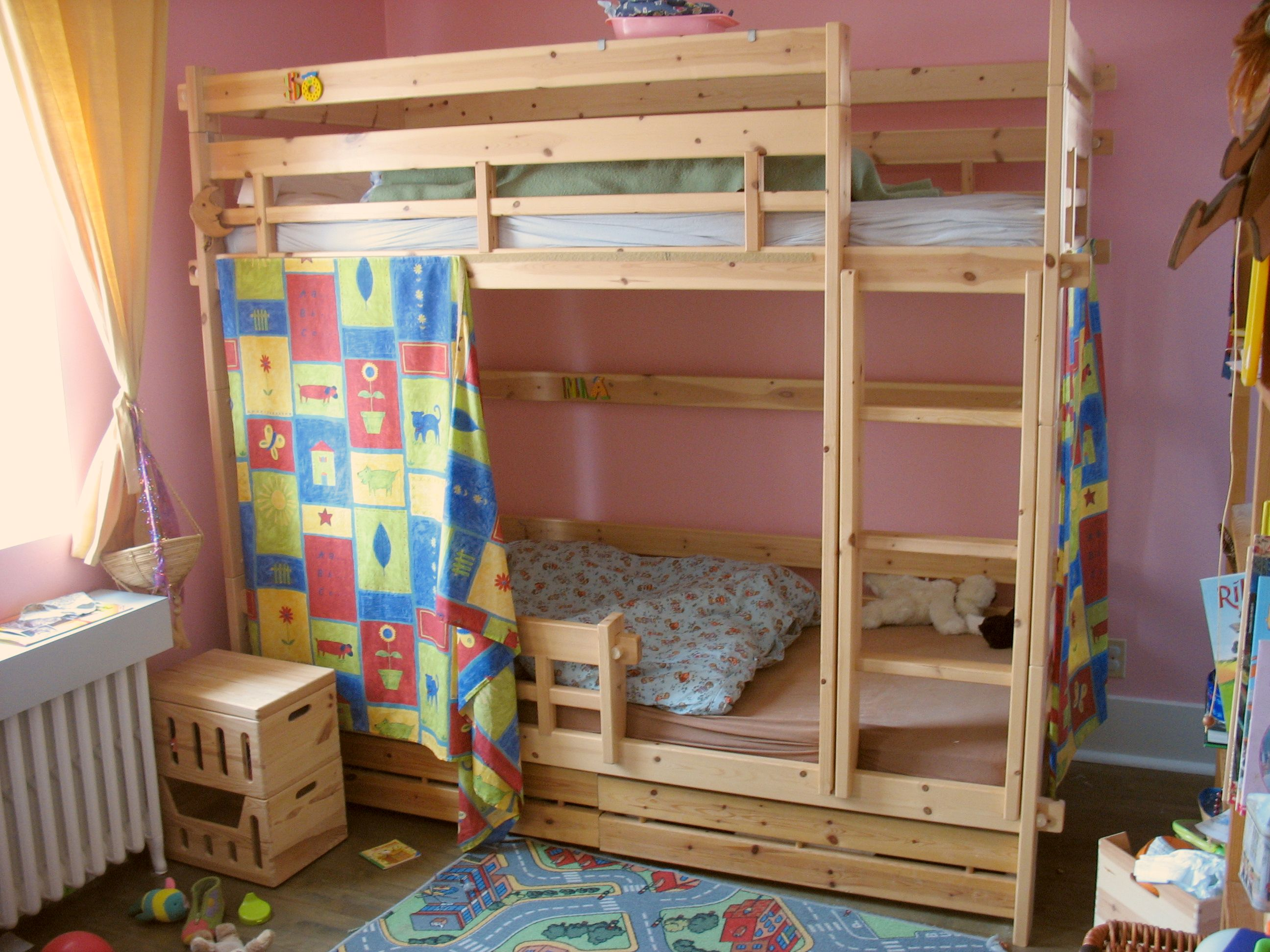
Un lit superposable dans une chambre d'enfants.

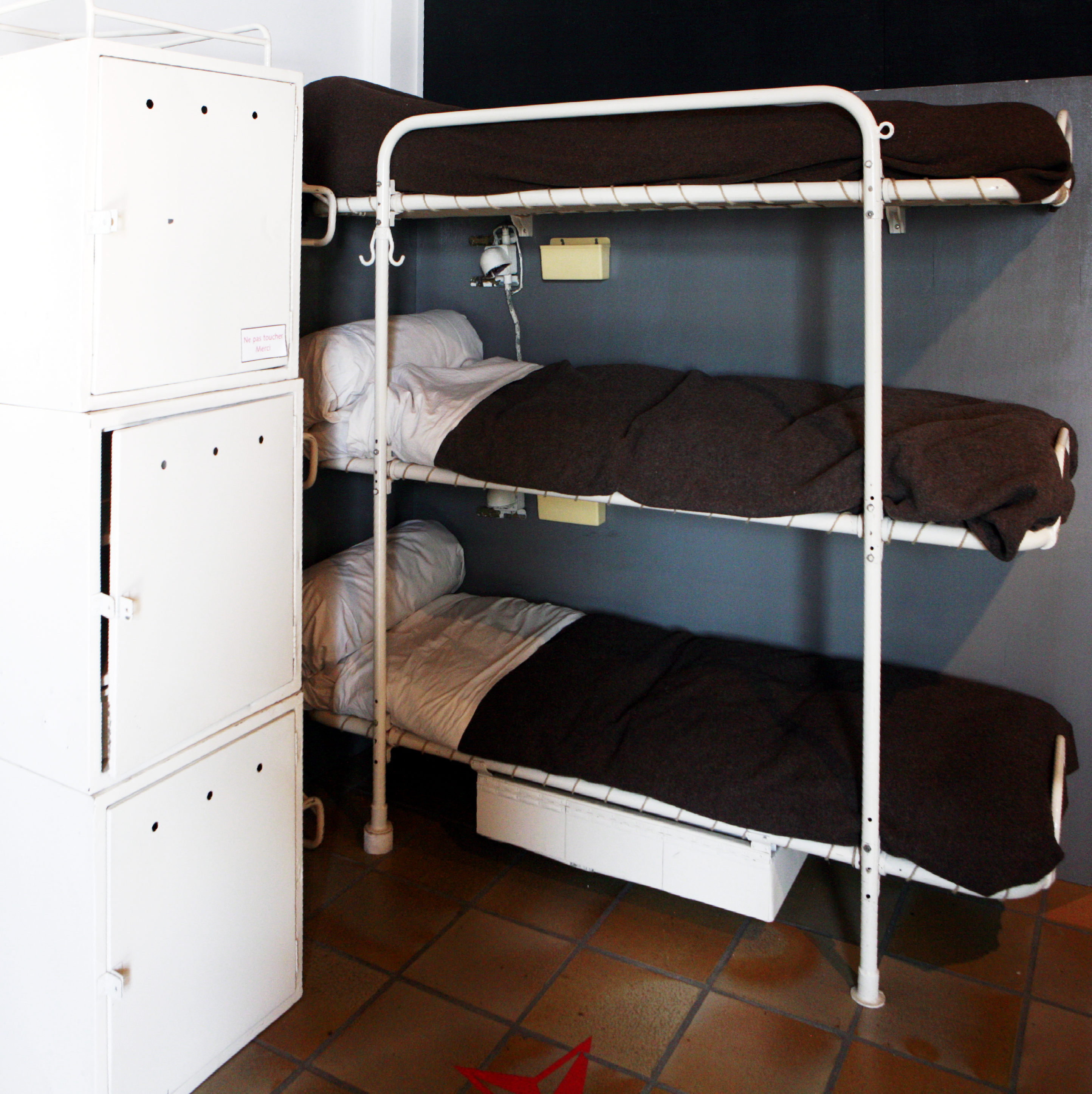
Un lit superposable à trois matelas du porte-avions Clemenceau.

Des lits superposables (ou superposés) sont un meuble où plusieurs matelas sont disposés les uns au-dessus des autres grâce à une structure en bois ou en métal.
Ces lits, capables d'accueillir deux personnes ou plus, permettent de maximiser l'espace libre au sol. C'est pourquoi ils sont utilisés dans les espaces réduits, tels les cabines d'un navire, les voitures-couchettes ferroviaires, les refuges de montagne, les dortoirs d'une caserne, les colonies de vacances, certains hôtels, les chambres pour enfants, les cellules de prison ou les résidences étudiantes.